# قائمة المليارديرات السعوديين
هذه قائمة الأثرياء السعوديين مرتبة حسب الثروة الإجمالية ومأخوذة من موقع مجلة فوربس الأمريكية. ومع العلم بأن القائمة تشمل 13 مليارديرا سعوديا.

## المليارديرات السعوديين
| الاسم                                | الثروة المقدرة (دولار أمريكي) | مصدر              |
| ------------------------------------ | ----------------------------- | ----------------- |
| الوليد بن طلال بن عبد العزيز آل سعود | 20.6 مليار دولار              | الاستثمارات       |
| عائلة الجفالي                        | 19.8 مليار دولار              | متنوعة            |
| عائلة الراجحي                        | 18.2 مليار دولار              | الخدمات المصرفية  |
| سليمان العليان                       | 15.7 مليار دولار              | الخدمات المصرفية  |
| محمد العمودي                         | 8 مليار دولار                 | الخدمات المصرفية  |
| معن بن عبد الواحد الصانع             | 8.1 مليار دولار               | البناء والتمويل   |
| محمد بن عيسى الجابر                  | 5.3 مليار دولار               | العقارات، الفنادق |
| صالح عبد الله كامل                   | 5 مليار دولار                 | متنوعة            |
| سليمان القصيبي                       | 3 مليار دولار                 | متنوعة            |
| خالد بن محفوظ                        | 2.8 مليار دولار               | الخدمات المصرفية  |

## المواقع الخارجية
- Forbes.com: Forbes World's Richest People - By country of citizenship
- Forbes.com: Forbes World's Richest People - By country of residence